# Loud Records
Loud Records — американський лейбл звукозапису, заснований Стівом Ріфкіндом і Річем Айзексоном в 1991 році. Loud Records є хіп-хоп студією звукозапису, який випустив матеріал таких музикантів, як наприклад : Wu-Tang Clan, Big Pun, Mobb Deep, The Beatnuts, M.O.P., Tha Alkaholiks, Pete Rock, Lil' Flip, Three 6 Mafia, Project Pat, Xzibit, Twista, Dead Prez та інших. Loud Records був закритий в 2002. Пізніше його знов відкрили. 
Спочатку дистрибютором лейблу був Zoo Entertainment. Пізніше він розповсюджувався RCA до 1999 року, а потім розповсюдження перейшло до Columbia Records.
6 жовтня 2017 року, після того, як виступ 2017 BET Hip Hop Awards з 6lack, Tee Grizzley, Little Simz, Mysonne і Axel Leon вийшов у прямому ефірі, Аксель Леон сказав, що уклав угоду з Ріфкіндом через Instagram. Зробивши Акселя Леона першою людиною, яка підписала контракт з Loud після того, як Ріфкінд залишив Universal.
У 2020 році Loud Records оголосив про перезапуск лейбла, який став повністю незалежним, надаючи клієнтам можливість володіти своїми майстер-файлами The re-launch included changing the name from Loud Records to Loud Music Group.. Перезапуск включав зміну назви з Loud Records на Loud Music Group. Новий лейбл включає сина Ріфкінда, Риріфа.

## Артисти
- The Alkaholiks
- The Beatnuts
- Big Pun (помер)
- Cella Dwellas
- Davina
- Dead Prez
- Delinquent Habits
- Adriana Evans
- Funkmaster Flex
- Gangsta Boo (померла)
- Havoc
- Inspectah Deck
- Killarmy
- Krayzie Bone
- L.V.
- Lil' Flip
- M.O.P.
- Mad Kap
- Yvette Michele
- Mobb Deep
- No Good
- Prodigy (помер)
- Project Pat
- Raekwon
- Remy Ma
- Pete Rock
- Sadat X
- Stereomud
- Tash
- Three 6 Mafia
- Twista
- Wu-Tang Clan
- X-Ecutioners
- Xzibit